# Средние Пахачи
Сре́дние Па́хачи — село в Олюторском районе Камчатского края России. Образует сельское поселение Село Средние Пахачи. До 1 июля 2007 года входило в состав Корякского автономного округа.

## География
Расположено на реке Пахача, между устьями правого притока Лгунаканяу и Майнитайниваям. На северо-востоке от Средних Пахачей находится гора Тайваям.
В 1950-х годах село было заброшено, однако в 1970-х отстроено заново под базу Пахачинского совхоза.

## Сельское поселение
Статус и границы сельского поселения установлены Законом Корякского автономного округа от 2 декабря 2004 года № 365-ОЗ «О наделении статусом и определении административных центров муниципальных образований Корякского автономного округа».

## Население
| 2002 | 2010 | 2012 | 2013 | 2014 | 2015 | 2016 |
| ---- | ---- | ---- | ---- | ---- | ---- | ---- |
| 547  | ↘407 | ↘381 | ↘370 | ↘363 | ↘362 | ↘352 |
| 2017 | 2018 | 2019 | 2020 | 2021 |      |      |
| ↘341 | ↘338 | ↘332 | ↘322 | ↘286 |      |      |